# نوفک‌های راهب
نوفُک‌های راهب (نام علمی: Neomonachus)، سرده‌ای از فُک‌های بی‌گوش است که در خانواده فُک‌ان بی‌گوش جای دارد. این سرده دارای دو گونه است: فُک راهب هاوایی در خطر انقراض و فُک راهب کارائیب منقرض‌شده. پیش از سال ۲۰۱۴، هر سه گونه از فُک‌های راهب در سردهٔ Monachus جای می‌گرفتند، اما مشخص شد که پیراتبارهستند.

## گونه‌ها
| تصویر  | نام علمی         | نام رایج        | پراکندگی |
| ------ | ---------------- | --------------- | --- |
| </img> | N. schauinslandi | فک راهب هاوایی  | جزایر هاوایی و جزایر کوچک دورافتاده ایالات متحده، ایالات متحده |
| </img> | † N. tropicalis  | فک راهب کارائیب | زمانی در سرتاسر دریای کارائیب (در آنتیگوا و باربودا، باهاما، بلیز، کاستاریکا، کوبا، دومینیکا، جمهوری دومینیکن، گوادلوپ، هائیتی، هندوراس، جامائیکا، مکزیک، نیکاراگوئه، پورتوریکو ایالات متحده) و جنوب شرقی ایالات متحده قرار داشت. منقرض‌شده |